# 52 Arietis
52 Arietis este o stea din constelația Berbecul.